# اريك واتسون (سياسي)
اريك واتسون (بالإنجليزية: Eric Watson)‏ هو سياسي أمريكي، ولد في 13 سبتمبر 1973 بكليفلاند في الولايات المتحدة. حزبياً، نشط في الحزب الجمهوري. وقد انتخب عضو مجلس نواب تينيسي.